# Danh sách máy bay theo thể loại
.

## Máy bay dân dụng
(Xem thêm Danh sách máy bay dân dụng)

### Máy bay dân dụng loại lớn
Máy bay phản lực và Cánh quạt (Chú thích: Loại máy bay tua bin phản lực cánh quạt hiện nay được xếp vào loại phản lực)
Xem thêm Danh sách máy bay dân dụng cỡ lớn theo số ghế và Danh sách máy bay dân dụng cỡ lớn theo Trọng lượng Cất cánh Tối đa
| Máy bay dân dụng cỡ lớn       |           | |
| Aérospatiale/Aeritalia        | Phản lực  | BAC/Aérospatiale Concorde - Aérospatiale Corvette - ATR-42 - ATR-72                                                                           |
| Airbus                        | Phản lực  | Airbus A300 - Airbus A310 - Airbus A318 - Airbus A319 - Airbus A320 - Airbus A321 - Airbus A330 - Airbus A340 - Airbus A350 XWB - Airbus A380 |
| Airspeed                      | Cánh quạt | AS.57 Ambassador |
| Antonov                       | Phản lực  | Antonov An-124 - Antonov An-225 |
| Antonov                       | Cánh quạt | Antonov An-24 |
| ATR                           | Cánh quạt | ATR 42 - ATR 72 |
| Avro                          | Phản lực  | Avro Jetliner |
| Avro                          | Cánh quạt | Avro Lancastrian - Avro York |
| BAC                           | Phản lực  | BAC 1-11 (One-Eleven) - BAC/Aerospatiale Concorde                                                                                             |
| BAe                           | Phản lực  | BAe 146 |
| BAe                           | Cánh quạt | BAe Jetstream |
| Boeing                        | Phản lực  | Boeing 707 - Boeing 717 - Boeing 720 - Boeing 727 - Boeing 737 - Boeing 747 - Boeing 757 - Boeing 767 - Boeing 777 - Boeing 787               |
| Boeing                        | Cánh quạt | Boeing 40A - Boeing 80 - Boeing 221 Monomail - Boeing 247 - Boeing 307 Stratoliner - Boeing 314 Clipper - Boeing 377 Stratocruiser            |
| Bombardier Aerospace          | Phản lực  | Bombardier CRJ-100 - Bombardier CRJ-200 - Bombardier CRJ-700 - Bombardier CRJ-900 - Bombardier CRJ-1000                                       |
| Bombardier Aerospace          | Cánh quạt | Dash 8 (Q Series) |
| Bristol                       | Cánh quạt | Bristol Britannia |
| Canadair                      | Phản lực  | CL-44 |
| Cessna                        | Cánh quạt | Cessna 208 |
| Convair (Consolidated-Vultee) | Phản lực  | Convair 540 - Convair 660 - Convair 880 - Convair 990                                                                                         |
| Convair (Consolidated-Vultee) | Cánh quạt | Convair 240 - Convair 340 |
| Dassault                      | Phản lực  | Dassault Mercure |
| de Havilland                  | Phản lực  | de Havilland Comet |
| de Havilland                  | Cánh quạt | De Havilland Dove - De Havilland Dragon Rapide - De Havilland Express - de Havilland Flamingo - de Havilland Heron                            |
| de Havilland Canada           | Cánh quạt | DHC-2 - DHC-3 - DHC-4 - DHC-6 - Dash 7 - Dash 8                                                                                               |
| Dornier                       | Cánh quạt | Dornier 228 |
| Douglas                       | Phản lực  | Douglas DC-8 - Douglas DC-9 Douglas DC-10 |
| Douglas                       | Cánh quạt | Douglas DC-2 - Douglas DC-3 - Douglas DC-4 - Douglas DC-5 - Douglas DC-6 - Douglas DC-7                                                       |
| EMBRAER                       | Phản lực  | Embraer ERJ 135 - Embraer ERJ 140 - Embraer ERJ 145 - Embraer 170 - Embraer 175 - Embraer 190 - Embraer 195                                   |
| EMBRAER                       | Cánh quạt | Embraer EMB 110 Bandeirante - Embraer EMB 120 Brasilia - Embraer EMB 121 Xingu - Embraer/FMA CBA 123 Vector                                   |
| Fokker                        | Phản lực  | Fokker F28 Fellowship - Fokker 70 - Fokker F100                                                                                               |
| Fokker                        | Cánh quạt | F27 Friendship - Fokker F50 |
| Ford Motor Company            | Cánh quạt | Ford Trimotor |
| Handley Page                  | Phản lực  | HPR-7 Herald |
| Handley Page                  | Cánh quạt | Handley Page W.8 - Handley Page Hannibal - Handley Page Hermes                                                                                |
| Hawker Siddeley               | Phản lực  | Hawker Siddeley Trident - HS748 |
| Ilyushin                      | Phản lực  | Ilyushin Il-62 - Ilyushin Il-76 - Ilyushin Il-86 - Ilyushin Il-96                                                                             |
| Ilyushin                      | Cánh quạt | Ilyushin Il-18 |
| Junkers                       | Cánh quạt | Junkers F.13 - Junkers G.38 - Junkers Ju 52 - Junkers Ju 90                                                                                   |
| Kawasaki                      | Piston    | Kawasaki Ki-56 |
| Lockheed                      | Phản lực  | Lockheed L-188 Electra - Lockheed L-1011 Tristar                                                                                              |
| Lockheed                      | Cánh quạt | Lockheed Constellation |
| McDonnell Douglas             | Phản lực  | McDonnell Douglas DC-10 - McDonnell Douglas MD-11 - McDonnell Douglas MD-80 - McDonnell Douglas MD-90                                         |
| NAMC                          | Phản lực  | NAMC YS-11 |
| SAAB                          | Cánh quạt | SAAB 340 Saab 2000 |
| Saunders-Roe                  | Cánh quạt | Saunders-Roe Princess |
| Shanghai                      | Phản lực  | Shanghai Y-10 |
| Sud Aviation                  | Phản lực  | Sud Aviation Caravelle |
| Sud-Est                       | Cánh quạt | Sud-Est Armagnac |
| Tupolev                       | Phản lực  | Tupolev Tu-104 - Tupolev Tu-124 - Tupolev Tu-134 - Tupolev Tu-144 - Tupolev Tu-154 - Tupolev Tu-204 - Tupolev Tu-214                          |
| Tupolev                       | Cánh quạt | Tupolev Tu-114 |
| Vickers                       | Phản lực  | Vickers VC-10 - Vickers Viscount - Vickers Vanguard                                                                                           |
| Viking Air                    | Cánh quạt | DHC-6 |
| Yakovlev                      | Phản lực  | Yakovlev Yak-40 - Yakovlev Yak-42 |

### Máy bay chở hàng
để biết thêm thông tin chi tiết xem Máy bay vận tải
- Airbus Beluga - Antonov An-72 - Bristol Freighter - Carvair - Mini Guppy - Short Skyvan - Super Guppy - Boeing 747 LCF

### Hàng không thông thường
- Aircoupe
- Aeronca
- ATC Aircraft Technology Center
  - RUSCHMEYER R90-230RG
- American Aviation AA-1 Yankee series
- Cessna
  - Cessna 150 - Cessna 152 - Cessna 170 - Cessna 172 (Skyhawk) - Cessna 175(Skylark) - Cessna 182 (Skylane)
- Cirrus Design
  - Cirrus SR20 - Cirrus SR22
- Diamond Aircraft
  - Diamond DA20 - Diamond DA40
- de Havilland
  - de Havilland DH.88 Comet Máy bay thể thao
- Fieseler
  - Fieseler Fi 2 Máy bay thể thao
  - Fieseler Fi 5 Máy bay thể thao
- Grumman American AA-1 Yankee series
- Hawker HS-125
- HFB-320 Hansa Jet
- Lockheed L-10 Electra
- Lockheed Vega
- Messerschmitt Bf 108
- Miles Whitney Straight
- Mooney
  - Mooney M20
- Piper
  - Piper Aztec/Apache - Piper Cherokee - Piper Cherokee Six - Piper Family Cruiser - Piper Vagabond
- Sequoia Falco Máy bay thể thao
- Sky Arrow Máy bay hai chỗ trước sau, động cơ cánh quạt, cánh trên, chế tạo bằng vật liệu carbon
- Pitts Special

### Máy bay nông nghiệp
- Aero Boero 260AG
- Agricultural aircraft
- Andrews A1
- Bennett Airtruck
- Cessna 188
- Embraer EMB 202 Ipanema
- Grumman Ag Cat
- Pacific Aerospace
  - PAC 750XL
  - PAC Cresco
  - PAC Fletcher
- Transavia Airtruck

### Máy bay thương mại
- Gulfstream Aerospace
- Boeing/General Electric
- Dassault
- Embraer
  - Embraer Lineage 1000
  - Embraer Legacy 600
  - Embraer Phenom 100
  - Embraer Phenom 300
- Boeing Business Jet
- Bombardier
  - Bombardier Global 5000 - Bombardier Global Express - Bombardier Global Express XRS
  - Challenger 300 - Challenger 604 - Challenger 800
  - Learjet 23 - Learjet 24 - Learjet 25
  - Learjet 30 - Learjet 31 - Learjet 35 - Learjet 36
  - Learjet 40 - Learjet 45 - Learjet 45
  - Learjet 55 - Learjet 60
- Cessna
  - Cessna Citation Bravo - Cessna Citation CJ1 - Cessna Citation CJ2 - Cessna Citation CJ3
  - Cessna Citation Encore - Cessna Citation Excel - Cessna Citation Mustang - Cessna Citation Sovereign - Cessna Citation X
- Lockheed JetStar
- Piaggio Aero
  - Piaggio Avanti

### Máy bay lưỡng cư, máy bay hoạt động trên mặt nước, thủy phi cơ dân dụng
(Xem Danh sách thủy phi cơ và máy bay đổ bộ mặt nước)

### Trực thăng dân dụng
- Bell 212
- Eurocopter Dauphin
- Eurocopter EC 225

### Tàu lượn
See List of Gliders

### Máy bay nguyên mẫu, mẫu đặc biệt và nghiên cứu dân dụng
| Máy bay nguyên mẫu, mẫu đặc biệt và nghiên cứu dân dụng |
| Nghiên cứu và Nguyên mẫu |
| A-L |
| Aerosonde - Bell X-1 - Bell X-2 - Bell X-5 - Bell XV-15 - Boeing X-40 - Boeing X-43 - Bristol Brabazon - Coanda-1910 - Fairchild-Dornier 728 - Douglas X-3 Stiletto - Gossamer Albatross - Edgley Optica - Grumman X-29 - Lippisch Ente - LLRV - Lockheed WP-3D Orion - Lockheed Martin X-33 - Lockheed Martin X-35                                |
| M-Z |
| Martin-Marietta X-24 - Miles M.52 - McDonnell Douglas X-36 - North American X-15 - Northrop X-4 Bantam -Opel RAK.1 - Orbital Sciences X-34 - Rockwell-MBB X-31 - Rutan Voyager - Shuttle Carrier Aircraft - Sikorsky S-72 - Sky Arrow - SpaceShipOne - Spirit of St. Louis - Williams X-Jet - Wright Flyer - X-38 Crew Return Vehicle - X-44 MANTA |
| Hiện đang phát triển |
| Boeing 787 - Boeing 747-8 - Airbus A350 - Sukhoi Superjet 100 |
| Dự án bị lãng quên/hủy bỏ |
| Boeing 2707 - Boeing Sonic Cruiser - Boeing 747x - Bristol 223 - Bristol Brabazon - Bombardier C-Series - Convair Model 37 - Fairchild-Dornier 528 - Fairchild-Dornier 928 - Lockheed L-2000 - Lockheed Martin X-33 và VentureStar - Sud Aviation Super-Caravelle - Tupolev Tu-70                                                                  |

## Máy bay quân sự
(Xem thêm Danh sách máy bay quân sự)

### Máy bay ném bom, tấn công, cường kích, trang bị súng máy hạng nặng
| Máy bay ném bom, tấn công, cường kích, trang bị súng máy hạng nặng |
| Cánh quạt |
| A |
| A-1 Skyraider - A-2 Savage - A-12 Shrike - AC-47 Spooky - AC-119 gunship - Aichi B7A - Aichi D3A - Aichi M6A - Amiot 143M - Amiot 354 - Armstrong Whitworth Whitley - Avro Lancaster - Avro Lincoln - Avro Manchester                                                     |
| B-C |
| B-10 - B-17 Flying Fortress - B-18 Bolo - B-24 Liberator - B-25 Mitchell - B-26 Marauder - B-29 Superfortress - B-32 Dominator - Convair B-36 - XB-42 Mixmaster - Breguet 14 - Bristol Beaufort - Bristol Blenheim - Bristol Bombay - Bristol Buckingham - Curtiss Falcon |
| D |
| De Havilland Mosquito - Dornier Do 11 - Dornier Do 13 - Dornier Do 23 - Dornier Do 17 - Dornier Do 217 - Douglas Boston |
| F-G |
| Fairey Albacore - Fairey Barracuda - Fairey Battle - Fairey Swordfish - Fairey Fox - Gotha G.I |
| H |
| Handley Page O/100 - Handley Page O/400 - Handley Page V/1500 - Handley Page Hampden - Handley Page Halifax - Hawker Hart - Hawker Hind - Heinkel He 111 - Heinkel He 177 - Heinkel He 274 - Heinkel He 277 - Henschel Hs 123 - Henschel Hs 129                           |
| I-J |
| IAR 93 - Ilyushin Il-2 - Ilyushin Il-4 - Ilyushin Il-10 - Junkers Ju 87 Stuka - Junkers Ju 88 - Junkers Ju 188 - Junkers Ju 388 |
| L-N |
| LWS-4 Żubr - Martin AM Mauler - Martin B-10 - Mitsubishi G4M - Nakajima B5N - Nakajima B6N |
| P |
| Petlyakov Pe-2 - PZL.23 Karaś - PZL.37 Łoś |
| S-T |
| Savoia-Marchetti SM.79 - SB2C Helldiver - SBD Dauntless - Short Stirling - Sukhoi Su-2 - TBD Devastator - TB2D Skypirate - TBF Avenger - TBY Sea Wolf - Tupolev Tu-4 |
| V-Z |
| Vickers Vimy - Vickers Wellesley - Vickers Wellington - Yokosuka D4Y |
| Phản lực |
| A |
| A-3 Skywarrior - A-4 Skyhawk - A-5 Vigilante - A-6 Intruder - A-7 Corsair II - A-10 Thunderbolt II - AC-130 gunship - Arado Ar 234 - AV-8 Harrier II - Avro Vulcan |
| B |
| BAC TSR-2 - B-1 Lancer - B-2 Spirit - B-45 Tornado - B-47 Stratojet - B-58 Hustler - B-52 Stratofortress - B-66 Destroyer - Blackburn Buccaneer |
| C-M |
| English Electric Canberra - F-15E Strike Eagle - F-117 Nighthawk - General Dynamics F-111 Aardvark - Handley Page Victor - Ilyushin Il-28 - Martin XB-51 |
| N-S |
| Panavia Tornado (RAF Tornado GR1 - RAF Tornado GR4) - SEPECAT Jaguar - Sukhoi Su-24 - Sukhoi Su-25 |
| T-Z |
| Tupolev Tu-16 - Tupolev Tu-22 - Tupolev Tu-22M - Tupolev Tu-160 - Tupolev Tu-95 - Vickers Valiant - Yokosuka Ohka |

- Xem thêm Máy bay ném bom hạng nhẹ -- Máy bay ném bom V -- Máy bay oanh tạc phóng ngư lôi -- Máy bay ném bom bổ nhào

### Máy bay tuần tiễu, chống tàu ngầm và tác chiến điện tử
- Avro Shackleton
- BAe Nimrod
- Blohm & Voss BV 138
- Blohm & Voss BV 142
- Boeing OC-135 Open Skies
- Boeing Multimission Maritime Aircraft
- E-1 Tracer
- E-2 Hawkeye
- E-3 Sentry
- E-4B
- E-6 Mercury
- E-8 Joint STARS
- E-10 MC2A
- EA-6 Prowler
- EF-111A Raven
- Embraer R-99A
- Embraer R-99B
- Embraer P-99
- ES-3 Shadow
- Consolidated PBY Catalina
- Dornier Do 18
- Dornier Do 24
- Focke-Wulf Fw 200
- Grumman G-44 "Widgeon"
- Grumman G-21 "Goose"
- Grumman HU-16 "Albatross"
- Heinkel He 115
- Junkers Ju 290
- Kawanishi H6K
- Kawanishi H8K
- Lockheed P-7
- P-2 Neptune
- P-3 Orion
- Lockheed EP-3E
- P4M Mercator
- P5M Marlin
- P6M SeaMaster - máy bay ném bom chiến lược, rải mìn, trinh sát
- S-2 Tracker
- S-3 Viking
- Saro Lerwick
- Saro London
- Short Sunderland
- Supermarine Stranraer
- Supermarine Walrus
- Vickers Warwick

### Máy bay vận tải, tiếp dầu và tiện ích quân sự
Để biết thêm thông tin chi tiết xem: Máy bay vận tải quân sự
- Airbus A310 MRTT
- Airbus A330 MRTT
- Airbus A400M
- Antonov An-22
- Antonov An-72
- Antonov An-124
- Antonov An-225
- Armstrong Whitworth Albemarle
- Avro Lancastrian
- Avro York
- Bloch MB-81
- Blohm + Voss BV 142
- Boeing C-135
- Bristol Britannia
- Bristol Buckingham
- C-1 Trader
- C-2 Greyhound
- C-5 Galaxy
- C-7 Caribou
- C-9 Skytrain II
- C-12 Huron
- C-17 Globemaster III
- C-20 Gulfstream III
- C-21 Learjet
- C-40 Clipper
- C-46 Commando
- C-47 Skytrooper
- C-54 Skymaster
- C-56 Lodestar
- C-87 Liberator Express
- C-97 Stratofreighter
- XC-99 (Convair)
- C-123 Provider
- C-124 Globemaster II
- C-130 Hercules
- C-133 Cargomaster
- C-141 Starlifter
- de Havilland Comet
- DFS 230
- Farman F 402
- Handley Page Hastings
- HU-16 Albatross
- KC-10 Extender
- KC-135 Stratotanker
- Junkers Ju 52
- Junkers Ju 390
- Lockheed L-1011 Tristar
- Lockheed R6V Constitution
- Messerschmitt Me 321
- Messerschmitt Me 323
- Miles Martinet
- R3Y Tradewind (Convair) máy bay bổ bộ mặt nước
- ShinMaywa US-1
- Short Belfast
- Transall C-160
- VC-25A, "Air Force One"
- Vickers VC-10
- Vickers Warwick

### Máy bay trinh sát
- Arado Ar 196
- Blohm & Voss Ha 139
- Blohm & Voss BV 141
- Blohm + Voss BV 142
- Fairey Seafox
- Focke-Wulf Fw 189
- Henschel Hs 126
- Lockheed U-2
- Mitsubishi F1M
- OS2U Kingfisher
- Rumpler Taube
- SR-71 Blackbird
- Boeing RC-135
- RF-84 Thunderflash

### Máy bay chống chiến tranh du kích/Hỗ trợ mặt đất bám sát
- A-10 Thunderbolt II
- AC-130 gunship
- Fieseler Fi 156 Storch
- IA 58 Pucará
- O-1 Bird Dog
- O-2 Skymaster
- Rockwell OV-10B Bronco
- Soko J-22 Orao
- T-42 Cochise
- Westland Lysander

### Máy bay tiêm kích, tiêm kích đêm và tiêm kích hạng nặng
| Máy bay tiêm kích, tiêm kích đêm và tiêm kích hạng nặng |
| Cánh quạt |
| A-C |
| Albatros D.III - AMX International AMX - Arado Ar 68 - Arado Ar 80 - Arado Ar 240 - Arsenal VG-33 - Avia B-534 - Avia S-199 - Blackburn Roc - Blackburn Skua - Blériot S.510 - Bloch MB.151 - Boulton Paul Defiant - Brewster F2A - Bristol Beaufighter - Bristol Bulldog - Bristol F2B - CAC Boomerang - Caudron C.714 - Curtiss P-36 - Curtiss P-40 |
| D-G |
| De Havilland Hornet - De Havilland Mosquito - Dewoitine D.510 - Dewoitine D.520 - Dornier Do 335 - Douglas A-20 Havoc - F4F Wildcat - F6F Hellcat - F7F Tigercat - F8F Bearcat - Fairey Firefly - Fairey Fulmar - Fiat CR.32 - Fiat CR.42 - Fiat G.50 - Focke-Wulf Fw 190 - Focke-Wulf Ta 152 - Focke-Wulf Ta 154 - Fokker D.VII - Fokker D.VIII - Fokker D.XXI - Fokker Dr.I - Fokker G.I - F4U Corsair - Gloster Gladiator |
| H |
| Hawker Fury - Hawker Hurricane - Hawker Typhoon - Hawker Sea Fury - Hawker Tempest - Heinkel He 51 - Heinkel He 100 - Heinkel He 112 - Heinkel He 219 - Hispano Aviacion Ha 1112 |
| I-L |
| I-15 - I-16 - IAR 80 - Kawanishi N1K-J - Kawasaki Ki-61 - Kawasaki Ki-100 - Lavochkin-Gorbunov-Goudkov LaGG-1 - Lavochkin-Gorbunov-Goudkov LaGG-3 - Lavochkin La-5 - Lavochkin La-7 |
| M-N |
| Macchi C.200 - Macchi C.202 - Macchi C.205 - Mitsubishi A5M - Mitsubish A6M - Mitsubishi A7M - Mitsubishi J2M - Messerschmitt Bf 109 - Messerschmitt Bf 110 - Messerschmitt Me 210 - Messerschmitt Me 410 - Mikoyan-Gurevich MiG-1 - Mikoyan-Gurevich MiG-3 - Mikoyan-Gurevich MiG-7 - Morane-Saulnier M.S.406 - Nakajima Ki-43 - Nakajima Ki-44 - Nakajima Ki-84 |
| P-R |
| P-26 Peashooter - P-36 Hawk - P-38 Lightning - P-39 Airacobra -P-40 - P-47 Thunderbolt - P-51 Mustang - P-61 Black Widow - P-63 Kingcobra - Polikarpov I-15 - Polikarpov I-16 - PZL P.7 - PZL P.11 - PZL P.24 |
| S-Z |
| Sopwith Camel - Sopwith Pup - Sopwith Snipe - Sopwith Triplane - Supermarine Seafire - Supermarine Spitfire - Westland Welkin - Westland Whirlwind - Yakovlev Yak-1 - Yakovlev Yak-3 - Yakovlev Yak-7 - Yakovlev Yak-9 |
| Phản lực |
| A-E |
| Aeritalia G.91 - AIDC Ching-kuo - Atlas Cheetah - Dassault Étendard IV - Dassault Mirage III - Dassault Mirage V - Dassault Mirage F.1 - Dassault Mirage 2000 - Dassault Rafale - Dassault Super Étendard - de Havilland Sea Vixen - de Havilland Vampire - de Havilland Venom - ENAER Pantera - English Electric Lightning - Eurofighter Typhoon |
| F |
| F-3 Demon - F-4 Phantom II - F-5 Freedom Fighter - F-8 Crusader - F-10 Skyknight - F-11 Tiger - F-14 Tomcat - F-15 Eagle - F-16 Fighting Falcon - F/A-18 Hornet (CF-18 Hornet) - F-20 Tigershark - F-22 Raptor - YF-23 Black Widow II - F-35 Lightning II - F-80 Shooting Star - F-84 Thunderjet - F-86 Sabre - F-89 Scorpion - F-94 Starfire - F-97 Starfire - F-100 Super Sabre - F-101 Voodoo - F-102 Delta Dagger - F-104 Starfighter - F-105 Thunderchief - F-106 Delta Dart - F-110 Spectre - F2H Banshee - F2Y Sea Dart - F3D Skyknight - F3H Demon - F4D Skyray - F9F Panther\F9F Cougar - FH Phantom - FJ Fury - FR Fireball |
| G-L |
| Gloster Javelin - Gloster Meteor - HAL Tejas - Hawker Siddeley Harrier - Hawker Hunter - Heinkel He 162 - Helwan HA-300 - IAI Kfir - IAI Nesher - Shenyang J-5 - Shenyang J-6 - Chengdu J-7 - Shenyang J-8 - Chengdu J-9 - Chengdu J-10 |
| M |
| Messerschmitt Me 163 - Messerschmitt Me 262 - Mikoyan-Gurevich MiG-9 - Mikoyan-Gurevich MiG-13 - Mikoyan-Gurevich MiG-15 - Mikoyan-Gurevich MiG-17 - Mikoyan-Gurevich MiG-19 - Mikoyan-Gurevich MiG-21 - Mikoyan-Gurevich MiG-23 - Mikoyan-Gurevich MiG-25 - Mikoyan-Gurevich MiG-27 - Mikoyan-Gurevich MiG-29 - Mikoyan-Gurevich MiG-31 - Mitsubishi F-1 - Mitsubishi F-2 |
| N-Z |
| Nanchang Q-5 - P-59 Airacomet - P-80 Shooting Star - Panavia Tornado\RAF Tornado F3 - Saab Lansen - Saab Gripen - Saab Viggen - Supermarine Scimitar - Sukhoi Su-7 - Sukhoi Su-27 - Sukhoi Su-30 - Sukhoi Su-33 |

- Xem thêm Máy bay tiêm kích đánh chặn -- Máy bay tiêm kích hạng nặng -- Máy bay tiêm kích bay đêm -- Máy bay tiêm kích bay ngày

### Máy bay huấn luyện quân sự
- Aermacchi MB-326

*Aermacchi SF-260
- Aero L-39
- EADS Mako/High Energy Advanced Trainer
- Hongdu JL-8
- HAL HJT-36
- HAL Kiran
- IA 63 Pampa
- IAR 99
- Ikarus Aero 2
- Miles Magister
- Miles Master
- Mitsubishi T-2
- Pacific Aerospace CT/4
- PZL Mielec TS-11
- Short Tucano
- SIAI Marchetti
- Stearman
- T-1A Jayhawk
- T-2 Buckeye
- T-6 Texan
- T-6 Texan II
- T-33
- T-37
- T-38 Talon
- T-41 Mescalero
- T-42 Cochise
- UTVA Aero 3
- UTVA 75
- Yokosuka MXY8

### Trực thăng và máy bay lên thẳng quân sự

#### Tấn công
- AH-1 Cobra
- AH-64 Apache
- Eurocopter Tiger
- Westland Lynx

#### Tiện ích
- UH-60 Blackhawk
- Aérospatiale Alouette III
- Aérospatiale Gazelle

#### Vận tải
- CH-3 Sea King
- CH-37 Mojave
- CH-46 Sea Knight
- CH-47 Chinook
- CH-53D Sea Stallion
- CH-53E Super Stallion
- Aérospatiale Puma

#### Theo dõi, trinh sát
- OH-58 Kiowa

#### Tác chiến chống tàu ngầm
- SH-60B Seahawk
- SH-60F Seahawk
- Agusta A109
- Agusta A129 Mangusta
- AgustaWestland EH101
- Atlas Oryx
- Denel AH-2 Rooivalk
- Eurocopter Colibri
- Eurocopter Cougar
- Eurocopter Dauphin
- Eurocopter Panther
- HAL Dhruv
- HH-60H Seahawk
- HH-60J Jayhawk
- HH-65 Dolphin
- Kayaba Ka-1
- MBB/Kawasaki BK 117
- MH-53E Sea Dragon
- MH-60R Seahawk
- MH-60S Knighthawk
- Mil Mi-24
- NHI NH90
- OH-6
- SH-2 Seasprite
- Kamov
  - Kamov Ka-25
  - Kamov Ka-50
- RAH-66 Comanche
- UH-1 Iroquois
  - CH-146 Griffon
- UH-19 Chickasaw
- V-22 Osprey
- YH-32 Hornet
- Westland Sea King
- Westland Wasp
- Westland Wessex
- Westland Whirlwind

### Máy bay nguyên mẫu, mẫu đặc biệt và nghiên cứu quân sự
| Máy bay nguyên mẫu, mẫu đặc biệt và nghiên cứu quân sự |
| Nghiên cứu và Nguyên mẫu |
| A-D |
| Arado Ar 231 - Avro Arrow - Bachem Ba 349 - Beechcraft XA-38 Grizzly - BAC TSR-2 - Bell XP-52 - Bell XP-83 - Bisnovat 5 - Blohm und Voss BV 40 - Blohm und Voss BV 238 - Boeing X-40 - Boeing X-45 - Bristol 188 - Convair XC-99 - Convair YB-60 - Curtiss-Wright XF-87 Blackhawk - DAR-10 - Dassault Étendard II - Dassault Étendard VI - DFS 194 - DFS 228 - DFS 346 - Dornier Do 10                                          |
| E-H |
| Douglas F5D Skylancer - Fairey FD-2 - Focke-Wulf Fw 187 - Fokker XA-7 - Future Offensive Air System - Gloster E.28/39 - Gotha Go 229 - Hawker P-1127 - Heinkel He 176 - Heinkel He 178 - Heinkel He 280 -Henschel Hs 132 - Hughes H-4 Hercules "Spruce Goose" |
| I-M |
| Junkers EF 61 - Junkers Ju 89 - Junkers Ju 287 - Junkers Ju 390 - Kyūshū J7W - Lockheed YF-12 - Lockheed YP-24 - Martin XB-51 - McDonnell XF-85 Goblin - McDonnell XF-88 Voodoo - Messerschmitt Me 263 - Messerschmitt Me 264 - Mikoyan-Gurevich I-270 - Mikoyan-Gurevich MiG-8 - Miles M-52 - Mitsubishi J8M |
| N-Z |
| Nakajima J9Y Kikka - North American XB-70 Valkyrie - Northrop B-35 - Northrop YA-9 - Northrop YB-49 - Northrop YF-17 Cobra - OKB-1 EF 140 - PZL.38 Wilk - PZL.46 Sum - PZL.48 Lampart - PZL.54 Ryś - PZL.50 Jastrząb - Republic XF-91 Thunderceptor - Ryan XF2R Dark Shark - Ryan XV-5 Vertifan - Saunders-Roe SR.A/1 - Saunders-Roe SR.53 - Tupolev Tu-75 - Tupolev Tu-80 - Tupolev Tu-85 - Tupolev Tu-91 - Yokosuka R2Y Keiun |
| UAV và máy bay không người lái |
| EADS Barracuda - GNAT 750 - RQ-1 Predator - RQ-2 Pioneer - RQ-3 Dark Star - RQ-4 Global Hawk - RQ-5 Hunter - RQ-6 Outrider - RQ-7 Shadow - Sperwer - Polecat |
| Dự án không hoàn thành/hủy bỏ |
| A-12 Avenger II - IAe Pulqui II - Miles M.52 - Mitsubishi Ki-202 - Nakajima G10N Fugaku - Nakajima Ki-115 - Nakajima Ki-116 - Nakajima Ki-201 - Saunders-Roe SR.177 - Silbervogel - X-20 Dyna-Soar - Yokosuka MXY9 |